# 대구구지초등학교
대구구지초등학교 (大邱求智初等學校)는 대한민국 대구광역시 달성군에 있는 초등학교이다.

## 연혁
- 1928-11-01 구지공립보통학교(4년제) 개교(설립인가 5월 28일)
- 1938-04-01 구지공립심상소학교로 교명 변경
- 1941-04-01 구지공립국민학교로 교명 변경
- 1981-03-01 구지국민학교 병설 유치원 개원
- 1992-09-01 구남분교장 본교에 통합
- 1994-03-01 오설국민학교 본교에 통합 & 급식학교로 지정(학교급식 실시)
- 1995-03-01 대구구지국민학교로 교명 변경(대구광역시 편입)
- 1996-03-01 대구구지초등학교로 교명 변경
- 1997-03-01 대구유산초등학교 본교에 통합(졸업생 1,708명)
- 2011-03-01 농어촌전원학교 지정·운영 (2011년~2018년)
- 2012-02-15 제82회 32명 졸업(졸업생 6,297명) - 총 졸업생 9,964명
- 2017-03-01 대구행복학교 지정·운영 (2017년~현재)
- 2018-10-16 다목적 강당 (대니관) 개관
- 2020-03-01 후관동 증축공사(3~4층) 준공
- 2021-03-08 급식실 현대화 사업 완공
- 2021-03-09 제90회 46명 졸업(졸업생 6,545명) 총 졸업생 10,212명
- 2021-03-02 1학년 신입생 60명 입학, 20학급(희망반 1학급) 편성, 유치원 가온누리반 1학급 편성(24명)